# Leão de Esparta
Leão de Esparta, foi rei da cidade grega de Esparta de 590 a.C. até 560 a.C.[carece de fontes?] ano da sua morte, pertenceu à Dinastia Ágida.
Ele sucedeu seu pai Euricrátides e foi sucedido por seu filho Anaxândrides II. Durante seu reinado Esparta continuou - sem sucesso - a guerra contra Tégea.
Segundo Heródoto, durante o reinado de Leão e de Agásicles, Esparta sofreu uma derrota para Tégea.